# Polityka pronatalistyczna
Polityka pronatalistyczna – polityka ludnościowa, mająca na celu zwiększenie liczby urodzeń.

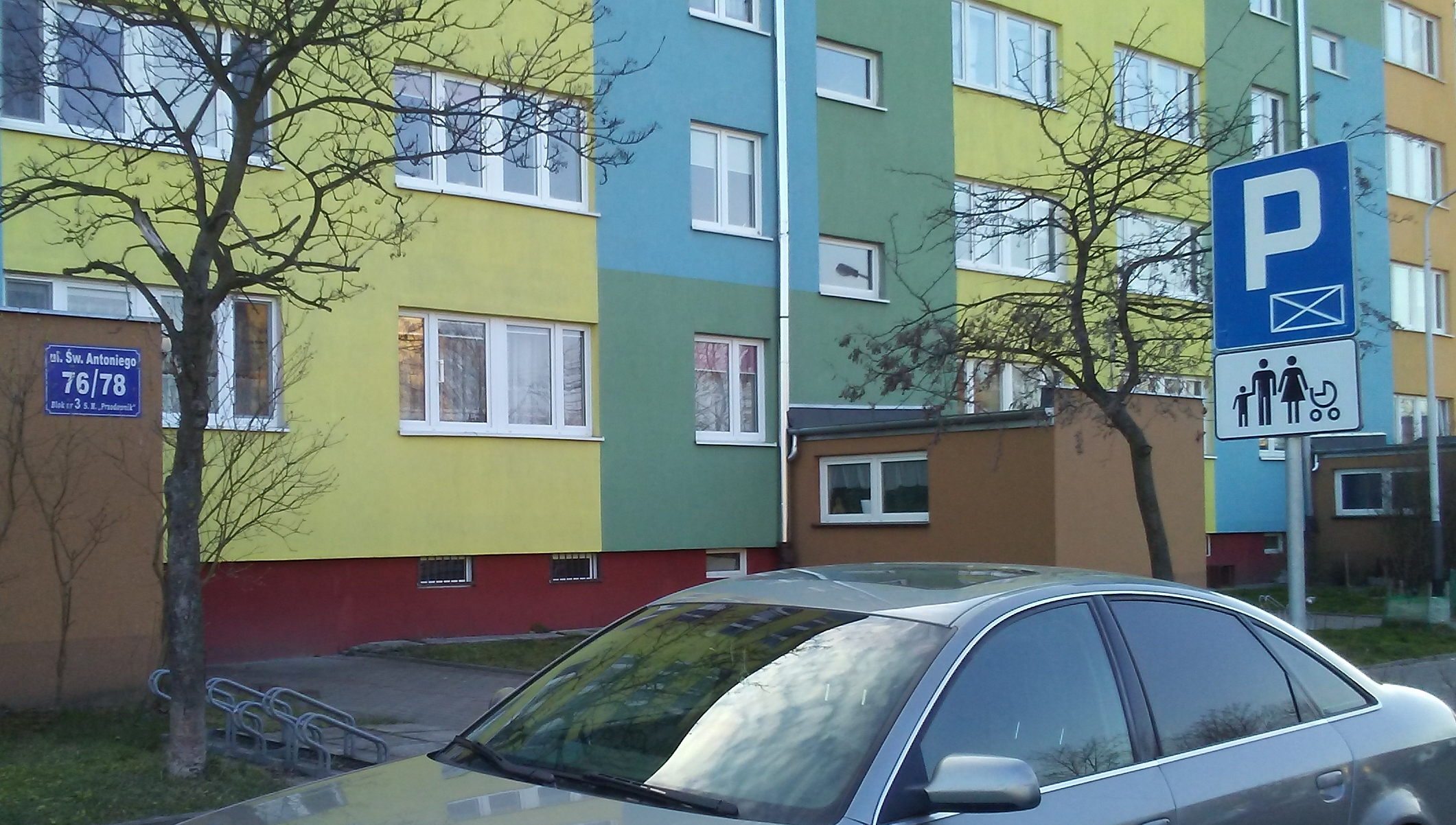
Miejsce parkingowe zarezerwowane dla rodzin z dziećmi na osiedlu Hubala w Tomaszowie Mazowieckim

Polityka ta wyraża się w tworzeniu przez państwo różnego rodzaju zachęt materialnych i moralnych do powiększania liczby dzieci w rodzinach i w otaczaniu szczególną opieką rodzin wielodzietnych. Państwo tworzy pod tym kątem instytucjonalno-prawne, organizacyjne i fiskalne rozwiązania systemowe, zachęcające rodziców do posiadania więcej niż dwojga dzieci (np. różnego typu zasiłki, ulgi – np. na bezpłatną edukację czy zakup przyborów szkolnych, wydłużanie urlopu macierzyńskiego, itp.). Polityka pronatalistyczna stosowana była m.in. we Francji i w Polsce po wielkich stratach ludnościowych poniesionych w czasie pierwszej wojny światowej. Obecnie prowadzą ją kraje skandynawskie (Norwegia, Dania, Szwecja). Od 1 kwietnia 2016 obowiązuje w Polsce program Rodzina 500 plus, którego zadaniem jest wsparcie rodzin, natomiast nie ma on na celu zwiększenia liczby urodzeń.
Polska znajduje się aktualnie w grupie krajów o najniższym współczynniku dzietności. W obliczu narastania demograficznego kryzysu podjęcie polityki pronatalistycznej staje się jednym z najważniejszych wyzwań dla polskiej polityki społeczno-ekonomicznej.